# セオドア・クレッシー・スキート
セオドア・クレッシー・スキート（Theodore Cressy Skeat、1907年2月15日 – 2003年6月25日）は、大英博物館の司書。

## 経歴
1931年から管理助手 (Assistant Keeper)、1948年から管理者代理 (Deputy Keeper) を務め、1961年から1972年まで手稿管理者 (Keeper of Manuscripts) を務め、エガートン・コレクションの司書を兼ねた。この間、ケンブリッジ大学で研究し、一時期はアテネの英国考古学研究所にも滞在した。在職中、スキートは大英博物館の理事会による2件の重要な収蔵品、『シナイ写本』と『エガートンの福音書 (Egerton Gospel)』と通称されるパピルス文書 (Egerton 2 Papyrus) の獲得に立ち会った。スキートは、古文書学、パピルス文書学、写本研究の分野で重要な貢献をしたが、特に、これら2件の収蔵品に関する業績が重要であった。スキートは、著名な文献学者であったウォルター・ウィリアム・スキートの孫にあたる。

## 紙碑
- J. Keith Elliott, Theodore Cressy Skeat, TC: A Journal of Biblical Textual Criticism, 2003.[1]
- J. Keith Elliott, Obituary: T. C. Skeat, The Independent, July 8, 2003.[2]
- Dorothy J. Thompson, In memoriam Theodore Cressy SKEAT, 2004.[3]

## おもな著作
- H.I. Bell, and T.C. Skeat (eds.), Fragments of an Unknown Gospel and other early Christian papyri, London: Trustees of the British Museum, 1935.
- H.J.M. Milne, and T.C. Skeat, Scribes and Correctors of the Codex Sinaiticus, London: Trustees of the British Museum, 1938.
- C.H. Roberts, and T.C. Skeat, The Birth of the Codex, Oxford University Press, New York – Cambridge 1983.
- T.C. Skeat, The collected Biblical writings of T.C. Skeat, ed. J.K. Elliott, Supplements to Novum Testamentum 113, Leiden and Boston: Brill, 2004.